# Soroci Lozî, Jovkva
Soroci Lozî (în ucraineană Сорочі Лози) este un sat în comuna Deveatîr din raionul Jovkva, regiunea Liov, Ucraina.

## Demografie
Componența lingvistică a localității Soroci Lozî
     Ucraineană (100%)
Conform recensământului din 2001, toată populația localității Soroci Lozî era vorbitoare de ucraineană (100%).